# Feelgood (företag)
Feelgood AB är ett svenskt företag inom hälsobranschen med fokus på företagshälsovård. Företaget har drygt 1000 medarbetare som arbetar mot 8 000 företag. Feelgood levererar arbetsmiljö- och hälsotjänster på cirka 155 orter över hela Sverige. Huvudkontoret är beläget i Stockholm. 
De anställda är bland annat företagsläkare, företagssköterskor, psykologer, beteendevetare, fysioterapeuter/ergonomer, arbetsmiljöingenjörer, hälsoutvecklare och organisationskonsulter. Tjänster från Feelgood inkluderar systematiskt arbetsmiljöarbete (SAM), organisatorisk arbetsmiljö (OSA), hållbar hälsa, ledarskap, medarbetarskap, organisationsutveckling, skadligt bruk, rehabilitering, krishantering, digital utbildning och privathälsa. 
Feelgood grundades 1995 och var noterat på Nasdaq OMX Stockholm, Small Cap.  
Företagets VD är Stefan Kullgren (sedan oktober 2023).
Feelgood förvärvades av Terveystalo Healthcare Oy och avlistades från Stockholmsbörsen den 6 augusti 2021.

## [3][förtydliga]Referenser
1. ↑  ”Feelgoods hemsida”. http://www.feelgood.se. Läst 23 juni 2015.
2. ↑  Feelgood Svenska AB (22 juli 2021). ”Styrelsen i Feelgood Svenska AB (publ.) ansöker om avnotering av sina aktier från Nasdaq Stockholm”. Pressmeddelande.  Läst 2 juli 2022.
3. ↑  ”Sveriges ledande hälsoföretag för det moderna arbetslivet | Feelgood”. feelgood.se. https://feelgood.se/. Läst 23 april 2021.